# BER 공항역
BER 공항역(독일어: Bahnhof Flughafen BER)은 독일 브란덴부르크주 쇠네펠트에 있는 베를린 브란덴부르크 공항 지하에 있는 철도역이다. 승강장은 총 3면 6선이며, 이 중 통과식 2면 4선은 장거리 및 지역간 열차, 두단식 1면 2선은 베를린 S반이 사용한다. 역 자체 및 선로는 베를린 브란덴부르크 공항 완공 예정 시기였던 2011년 10월 30일에 완공되어 철도망과 연결되었다. 그러나 BER 공항 완공이 계속 연기되면서 2020년 10월 말에야 영업을 시작할 수 있었다.
2022년 기준 일일 평균 이용객 수는 12만여 명이며 약 400회의 열차가 정차한다.

## 역사
1997년 이전에 공항역 개념이 잡혔고, 1997년부터 2004년까지 설계 및 건설 계획이 작성되었다. 2005년과 2006년에는 독일 연방정부, 베를린, 브란덴부르크주 정부, 공항 운영사, 도이체 반간의 협약이 체결되었다. 신공항 철도 프로젝트는 2006년 9월 5일에 시작되었다.
2007년 2월에 공항역이 착공했다. 독일 연방정부는 2007년 당시 연간 이용객을 1060만 명으로 예상했으며, 이 중 180만 명이 S반을 이용할 것으로 예상했다. 공항 이용객은 연간 약 2700만 명으로 예상했고, 이용객의 약 절반 정도가 철도를 통해서 공항을 이용할 것으로 예상했다.
지하수로 인한 침하로 인하여 지하 터널과 역사 구조물은 건설 현장에서 생산된 철근 콘크리트제로 건설되었다. 2009년 6월 25일에 터널이 완공되었다. 2010년 3월 10일에 전체 구조물이 완공되어 도이체 반 측에서 추가 공사를 시작했다. 2011년 6월 7일에 전차선 가압이 시작되었다. 구조물 공사 비용은 2억 8500만 유로였으며, 철도역과 연결선 공사 비용은 전체 약 6억 3600만 유로였다.
2011년 10월 30일에 공항역과 연결선로 영업이 시작되었다. 2012년 6월 2일 독일 연방철도청에서 승객 없는 운행을 허가했다. S반 베를린 측에서는 기관사 훈련을 위해서 2014년 7월까지 열차를 운행했으나 공항 개항 일정이 확정되지 않아서 시험 운행을 중단했다. 그러나 터널에 곰팡이가 피는 것을 막기 위해서 터널 환기를 겸한 비정기적 열차 운행은 계속되었다. 2020년에 공항이 개항하기 전 터미널과 철도역의 화재 경보 시설이 완성되었다. 공항 개항 하루 전인 2020년 10월 25일부터 운행 준비가 시작되었고, 다음 날인 10월 26일에 S반 운행이 시작되었다. 같은 해 10월 31일부터는 과거 쇠네펠트역에 정차했던 지역간 열차와 IC 열차 운행이 시작되었다.
신공항이 개항하면서 기존의 베를린 쇠네펠트 공항은 BER 공항의 터미널 5로 영업을 계속하면서 각각 터미널과 연결된 철도역은 터미널 번호로 이름을 구분했다. 개업 당시의 이름은 BER 공항 터미널 1-2역(Bahnhof Flughafen BER Terminal 1-2)이었고, 기존의 쇠네펠트 공항역은 BER 공항 터미널 5역이 되었다. 2021년 2월 22일에 터미널 5의 영업이 1년간 중단되고 이듬해에 터미널이 완전히 폐쇄되었으나, 역의 이름은 2023년 12월 10일에야 변경되었다. 이 역의 이름은 BER 공항역이 되었고, 터미널 5에 있었던 역은 쇠네펠트 바이 베를린역이 되었다.

## 시설

### 선로

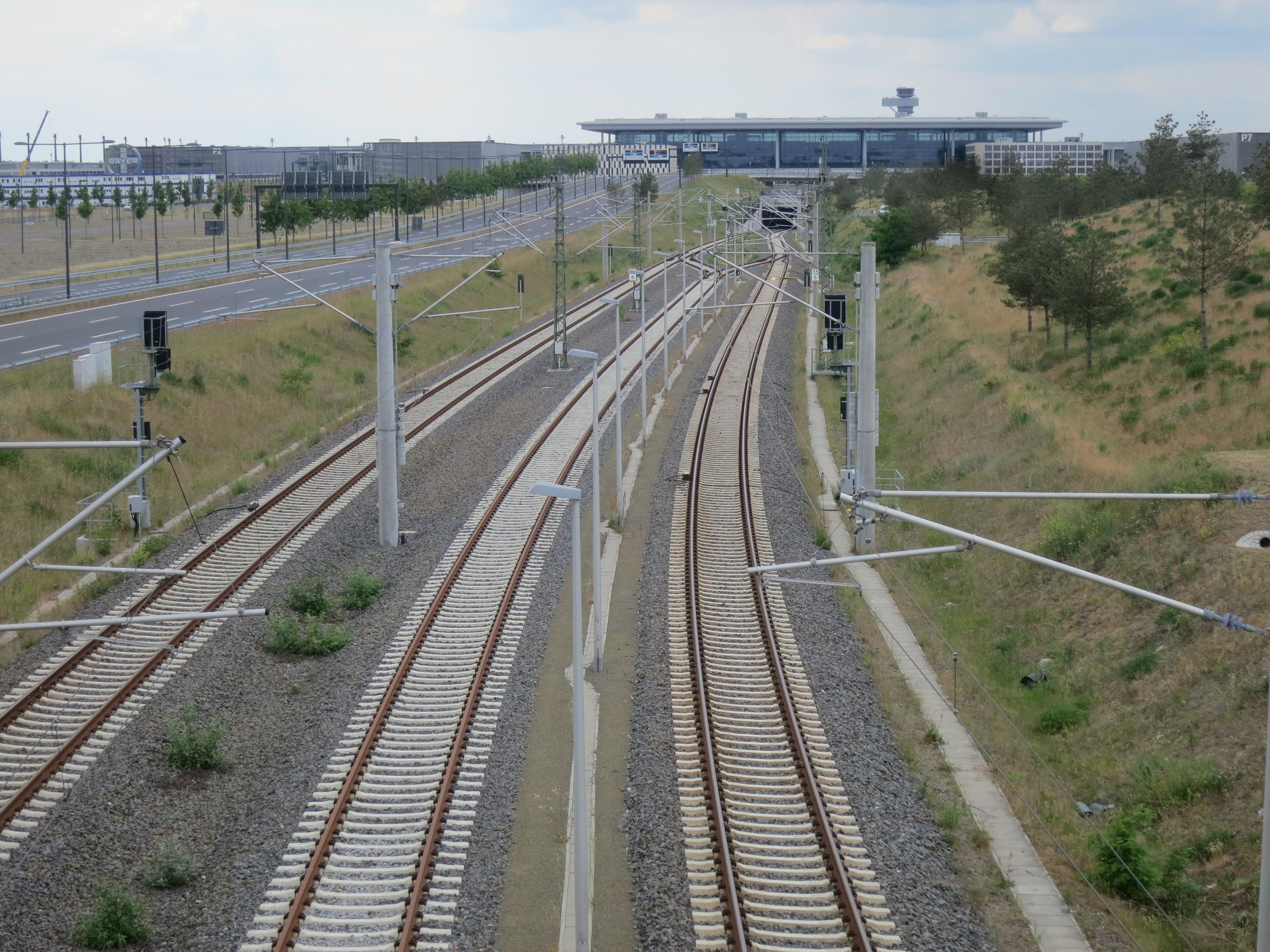
지역간 열차를 위한 동쪽 인상선

기존 철도망과의 접속을 위해서 장거리 열차선은 18.5 km, S반선은 8.6 km 궤도가 설치되었다. 장거리 및 지역간 열차는 복선인 글라조어 담 오스트-본스도르프 쥐트선으로 운행한다. 베를린 외곽순환선과 베를린-드레스덴선의 교차점의 동쪽에서 공항 방면으로 분기한다. 공항에서 계속 진행하여 베를린-괴를리츠선과 연결되며, 연결선은 베를린 도심 방면과 괴를리츠 방면으로 각각 단선으로 건설되어 있다. 드레스덴선을 통하여 베를린 도심으로 직접 접속하는 노선은 드레스덴선의 개량 공사 완공을 전후로 완성될 예정이다. 이 노선은 2020년대 중반에 완공 예정이다.
S반은 과거 쇠네펠트 공항 방면 노선의 연장선인 그뤼나우어 크로이츠-BER 공항선으로 연결된다. 크게 ㄷ자 형태로 노선이 건설되어 있으며 공항 부지의 북서쪽에서 진입 전에 장거리 열차선과 만나서 평행하게 공항으로 진입한다. 두 노선 모두 서쪽으로 공항 주기장 지하를 통과한다.

### 승강장
승강장은 총 3면으로 구성되어 있으며, 2면은 장거리 열차선과 연결된 쌍섬식 승강장이며 1면은 S반선과 연결된 두단식 섬식 승강장이다. S반선과 열차선은 영업상으로 분리되어 있다. 열차선은 공항 지하를 서쪽에서 동쪽으로 통과하며 터널 출구가 동쪽까지 연결되지만, S반선은 터널 내에서 선로가 끊긴다. S반 열차는 승강장에서 되돌림 회차하며, 승강장 동쪽으로는 지상에 지역간 열차를 위한 인상선이 설치되어 있다.
지상으로 올라오는 출구는 3곳이 설치되어 있으며, 터미널 빌딩 및 공항 동쪽의 에어포트 시티와 연결된다. 터미널 1층에는 각종 매장과 고객 안내소가 설치되어 있다. 에스컬레이터는 승강장에서 터미널 방면으로 올라오는 것만 설치되어 있으며, 반대 방향 에스컬레이터는 설치가 계획되어 있지 않다.

## 인접 철도역
FEX 열차는 오스트크로이츠, 게준트브루넨을 경유하여 베를린 중앙역까지를 33분에 운행한다. 배차 간격은 약 30분이다. 2022년 12월부터 2025년까지는 공항을 기점으로 노선명이 변경되어 루트비히스펠데 및 뷘스도르프발트슈타트까지 운행한다. 2022년 12월 11일 시간표 개정에서는 RE 8 및 RB 23 열차가 1시간 간격으로 베를린 도심선을 경유하여 BER 공항까지 진입한다. 그 외에도 RB 22 노선은 공항에서 포츠담 중앙역 및 쾨니히스 부스터하우젠역을 연결한다. 이외에도 IC 17 노선이 드레스덴 중앙역, 베를린, 로스토크 중앙역 및 바르네뮌데역을 연결한다. 배차 간격은 2시간이다. 베를린 S반 노선 중에서는 S45, S9 노선이 운행하며, 쥐트크로이츠까지는 41분, 슈판다우까지는 78분이 소요된다.
베를린 버스 X7, X71, 263번, 다메슈프레발트군 버스 735, 736, 741번 및 급행버스 BER2번이 운행한다.

### 장거리 철도
| IC                                | IC                               | IC                            |
| --------------------------------- | -------------------------------- | ----------------------------- |
| 엘스터베르다 켐니츠/드레스덴 방면 | IC 17 RE 17(베를린-엘스터베르다) | 베를린 중앙역 바르네뮌데 방면 |

### 지역간 및 광역 철도
| RE·RB                              | RE·RB       | RE·RB                                              |
| ---------------------------------- | ----------- | -------------------------------------------------- |
| 오스트크로이츠 베를린 중앙역 방면  | FEX RB 24   | 블랑켄펠데 뷘스도르프발트슈타트 방면               |
| 오스트크로이츠 베를린 중앙역 방면  | FEX RB 32   | 비르켄그룬트 루트비히스펠데 방면                   |
| 오스트크로이츠 비스마르 방면       | RE 8 (주간) | 시·종착역                                          |
| 오스트크로이츠 샤를로텐부르크 방면 | RE 8 (야간) | 시·종착역                                          |
| 쾨니히스 부스터하우젠 방면         | RB 22       | 루트비히스펠데 스트루베스호프역 포츠담 중앙역 방면 |
| 오스트크로이츠 포츠담 골름 방면    | RB 23       | 시·종착역                                          |
| 베를린 S반                         |             |                                                    |
| 바스만스도르프 쥐트크로이츠 방면   | S45         | 시·종착역                                          |
| 바스만스도르프 슈판다우 방면       | S9          | 시·종착역                                          |

2022년 12월부터 드레스덴선의 베를린 시내 장거리 열차선이 완공될 때까지는 RB 24, RB 32 노선의 북부 구간이 쇠네펠트역에서 종착한다.
드레스덴선의 베를린 시내 장거리 열차선이 완공될 예정인 2025년에는 노선이 다시 개편될 예정이다. FEX 열차는 쥐트크로이츠, 포츠다머 플라츠 경유 베를린 중앙역으로 운행 노선이 변경되며, 배차 간격도 15분으로 단축되고 운행 시간도 약 20분으로 단축된다. 임시로 쇠네펠트역에서 종착하는 오라니엔부르크 및 에베르스발데 방면 노선도 복귀하며, 기존의 남부 구간과 다시 연결된다. 남부 순환선으로 연결되었던 S45 노선은 동부 순환선으로 연결되는 S85 노선으로 대체된다.

## 같이 보기
- 공항철도

## 참고 문헌
- Bernd Kuhlmann: Auf Schienen zum Flughafen Berlin-Brandenburg „Willy Brandt“. In: Verkehrsgeschichtliche Blätter, 38. Jg.,eft 6 (November/Dezember 2011), S. 172–178.